# Kontakion

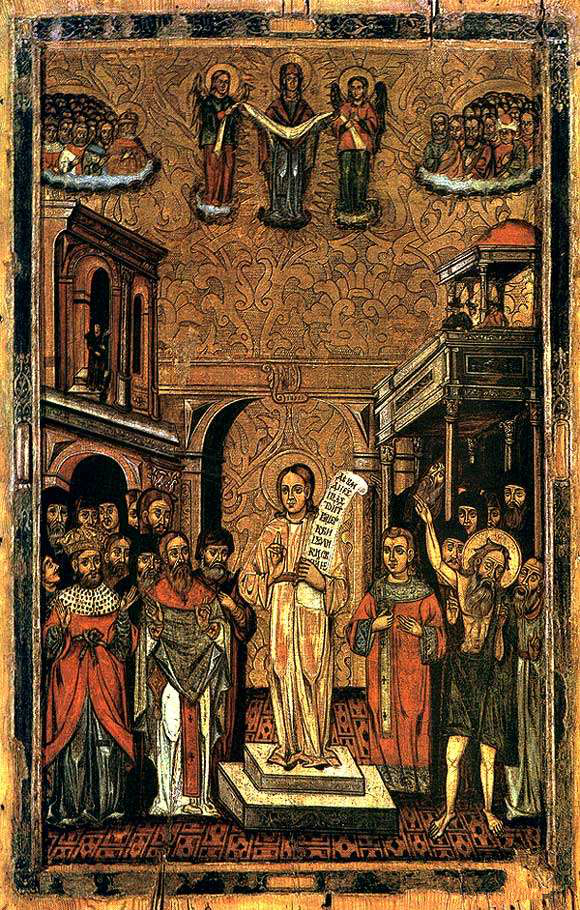
Icône représentant Romain le Mélode chantant son kontakion (1649, Malaryta, Biélorussie).

Le kontakion ou kondakion est un genre poético-musical religieux apparu au début du VIe siècle. C'est une sorte d'hymne, similaire à l'apolytikion, qui décrit l'essence de l’événement célébré ou encore les traits de caractère du saint glorifié. La principale différence entre le troparion et le kontakion réside dans le fait que le premier était chanté au début des vêpres et à la fin des matines, là où le second était entonné au milieu des matines.

## Histoire
L'invention du kontakion est attribuée à Romanos le Mélode, un poète célèbre de Byzance, dont l'œuvre majeure est le Kontakion pour la nativité du Christ. Jusqu'au XIIe siècle, il était chanté tous les ans au banquet impérial de Constantinople par les chœurs de l'église des Saints-Apôtres et ceux de Sainte-Sophie. Par la suite, le kontakion a progressivement été remplacé par le canon. Aujourd'hui, chanter un kontakion dans son intégralité est devenu relativement rare : seuls le premier koukoulion et la première strophe, l'ikos, appelée en grec moderne οἶκος, oikos, sont chantés régulièrement, le plus souvent après la sixième ode du Canon. D'une façon générale, le seul moment où le kontakion est chanté intégralement est lorsqu'un acathiste est entonné.

## Forme liturgique et fonction
Le kontakion est composé de 18 à 24 strophes identiques appelées oikoi (“maisons”) précédées par un court prélude que l'on appelle koukoulion. La première lettre de chaque strophe forme un acrostiche, qui inclut fréquemment le nom du poète. La musique qui accompagnait originellement les kontakia a été perdue. Cependant, il est possible de suggérer que la longueur de la plupart des kontakia indique que la majorité d'entre eux devaient être chantés dans une forme de récitatif.
Dans la pratique actuelle, héritée de l'évolution historique de l'office de matines, où le canon a pris une place prépondérante, le kontakion est une strophe, de taille équivalente à celle de l'apolytikion. Le terme de kontakion désigne alors le premier koukoulion d'un texte ancien bien plus long, ou bien la seule strophe qui a été composée, en conformité avec l'usage actuel.

### Dans les offices
En raison de son importance passée dans le rite byzantin, le kontakion reste une pièce importante dans le cycle quotidien des offices. Il est récité aux heures après les prières du Trisagion, et chanté avec l'apolytikion après la petite entrée de la liturgie.
Les jours de grandes fêtes, le kondakion est aussi récité ou chanté à l'office de minuit, aux grandes complies et aux typiques.